# 공구우먼
주식회사 공구우먼은 플러스 사이즈 여성을 위한 온라인 패션 쇼핑몰을 운영하는 대한민국의 기업이다.

## 역사
- 2006년 11월: 법인 전환 설립[3]
- 2022년 3월 23일: 코스닥 시장 상장[4]